# Enmanuel Reyes
Enmanuel Reyes Pla (* 14. Dezember 1992 in Havanna) ist ein spanischer Boxer kubanischer Herkunft. Er vertrat Spanien im Schwergewicht bei den 2021 in Tokio ausgetragenen Olympischen Sommerspielen 2020 und gewann eine Bronzemedaille bei den Olympischen Sommerspielen 2024.

## Boxkarriere
Reyes begann im Alter von sechs Jahren in Kuba mit dem Boxsport, wurde 2014 Kubanischer Vizemeister im Halbschwergewicht sowie 2016 Kubanischer Vizemeister im Schwergewicht und boxte 2015/16 für das kubanische Team Cuba Domadores in der World Series of Boxing.
2019, 2020 und 2021 wurde er jeweils Spanischer Meister im Schwergewicht und erkämpfte sich bei der europäischen Olympiaqualifikation im März 2020 in London, welche im Juni 2021 in Paris fortgesetzt wurde, mit Siegen gegen Cristian-Rizvan Filip, Kirill Afanassew, Radoslaw Pantalejew und Cheavon Clarke einen Startplatz bei den 2021 in Tokio ausgetragenen Olympischen Sommerspielen. Dort erreichte er nach einem Sieg gegen Wassili Lewit das Viertelfinale, wo er gegen Julio César La Cruz auf einem fünften Platz ausschied.
Bei der Weltmeisterschaft 2021 in Belgrad erreichte er mit Siegen gegen Vagkan Nanitzanian, Soheb Bouafia, Hussein Iashaish und Jamar Talley das Halbfinale, wo er gegen Aziz Mouhiidine verlor und dadurch mit einer Bronzemedaille im Schwergewicht ausschied. 2022 gewann er bei der Europameisterschaft in Jerewan die Silbermedaille im Schwergewicht, nachdem er im Finale erneut gegen Aziz Mouhiidine unterlegen war. Diesem unterlag er auch im Viertelfinale bei den Mittelmeerspielen 2022 in Oran.
Bei der Weltmeisterschaft 2023 in Taschkent erreichte er einen fünften Platz und bei den Europaspielen 2023 in Krakau einen dritten Platz.
Im März 2024 gewann er beim Olympia-Qualifikationsturnier in Busto Arsizio jeden seiner drei Kämpfe gegen Loren Alfonso, Odai Al-Hindawi sowie Sadam Magomedow und löste damit ein Ticket für die Olympischen Sommerspiele 2024 in Paris. Bei Olympia siegte er gegen Han Xuezhen und Victor Schelstraete, ehe er im Halbfinale gegen Loren Alfonso mit einer Bronzemedaille ausschied.

## Leben
Reyes ist in Kuba geboren, wanderte jedoch 2017 nach Spanien aus, nachdem er zuvor Kontakte zum spanischen Boxverband geknüpft hatte. Sein Vater, seine Großmutter und sein Onkel lebten bereits in A Coruña. Seine Reise hatte ihn über Russland und Belarus nach Österreich geführt, wo er Politisches Asyl beantragt hatte. Beim Versuch, über Deutschland weiter nach Spanien zu reisen, wurde er an der deutsch-französischen Grenze nach Österreich zurückgewiesen. Schließlich gelang ihm die Ausreise per Flugzeug nach Barcelona.
Im Januar 2020 erhielt er die Spanische Staatsangehörigkeit.